# Diodor Periegetes
Diodor Periegetes (en grec antic: Διόδωρος ὁ περιηγητής, Diódōros ho Periēgētés) fou un escriptor grec nascut probablement a Atenes que va escriure sobre geografia i topografia.
Va viure en temps d'Alexandre el Gran (anteriorment al 308 aC). Va ser amic de l'historiador Anaxímenes, segons Ateneu de Naucratis.
Es coneixen dues de les seves obres: 
- Περὶ δήμων. Aquesta obra la citen amb freqüència Valeri Harpocració i Esteve de Bizanci, i per ells se'n conserven fragments importants.
- Περὶ μνημάτων. Sobre monuments, citada per Plutarc i per Ateneu de Naucratis.

També podria ser l'autor d'una obra sobre Milet (περὶ Μιλήτον σύγγραμμα) esmentada per Plutarc.